# Alexis Weatherspoon
Alexis Weatherspoon (* 27. Juli 1983) ist eine ehemalige US-amerikanische Leichtathletin, die sich auf den Sprint spezialisiert hat. 2007 gewann sie bei den Panamerikanischen Spielen die Silbermedaille mit der US-amerikanischen 4-mal-100-Meter-Staffel und sicherte sich im selben Jahr auch die Silbermedaille über 100 Meter und mit der Staffel bei den NACAC-Meisterschaften.

## Sportliche Laufbahn
Alexis Weatherspoon studierte an der University of Southern California und trat 2007 bei den erstmals ausgetragenen NACAC-Meisterschaften in San Salvador an und gewann dort in 11,43 s die Silbermedaille im 100-Meter-Lauf hinter ihrer Landsfrau Mechelle Lewis und mit der US-amerikanischen 4-mal-100-Meter-Staffel sicherte sie sich in 43,91 s gemeinsam mit Shameka Marshall, Candice Davis und Mechelle Lewis die Silbermedaille hinter dem jamaikanischen Team. Anschließend startete sie mit der Staffel bei den Panamerikanischen Spielen in Rio de Janeiro und gewann dort in 43,62 s gemeinsam mit Shareese Woods, Mechelle Lewis und Mikele Barber die Silbermedaille und musste sich damit erneut der Mannschaft aus Jamaika geschlagen geben. Nachdem sie im Jahr darauf die Qualifikation für die Olympischen Spiele in Peking verpasst hatte, beendete sie ihre aktive sportliche Karriere im Alter von 25 Jahren.

## Persönliche Bestzeiten
- 100 Meter: 11,08 s (+0,7 m/s), 27. Juni 2008 in Eugene
  - 60 Meter (Halle): 7,28 s, 4. März 2006 in Seattle
- 200 Meter: 23,11 s (+0,7 m/s), 9. Juni 2005 in Sacramento